# Arctosa janetscheki
Arctosa janetscheki là một loài nhện trong họ Lycosidae.
Loài này thuộc chi Arctosa. Arctosa janetscheki được Jan Buchar miêu tả năm 1976.